# The Sea (film, 2002)
Pour le film de 2013, voir The Sea (film, 2013).
Pour plus de détails, voir Fiche technique et Distribution.
The Sea (Hafið) est un film islandais réalisé par Baltasar Kormákur, sorti en 2002.

## Synopsis
Un père dirige une vieille conserverie de poisson, il appelle son fils qui vit en France avec une française pour lui succéder, ce qui pose beaucoup de problèmes et ne satisfait personne dans le village.

## Fiche technique
- Titre : The Sea
- Titre original : Hafið
- Réalisation : Baltasar Kormákur
- Scénario : Baltasar Kormákur d'après la pièce de théâtre d'Ólafur Haukur Símonarson
- Musique : Jón Ásgeirsson
- Photographie : Jean-Louis Vialard
- Montage : Elísabet Ronaldsdóttir et Valdís Óskarsdóttir
- Production : Jean-François Fonlupt et Baltasar Kormákur
- Société de production : Blueeyes Productions, Emotion Pictures et Filmhuset AS
- Société de distribution : Pyramide Distribution (France) et Palm Pictures (États-Unis)
- Pays :  Islande,  France et  Norvège
- Genre : comédie dramatique
- Durée : 109 minutes
- Dates de sortie : 
  -  Islande : 13 septembre 2002
  -  France : 26 mars 2003

## Distribution
- Gunnar Eyjólfsson : Þórður
- Hilmir Snær Guðnason : Ágúst
- Hélène de Fougerolles : Françoise
- Kristbjörg Kjeld : Kristí
- Sven Nordin : Morten
- Guðrún Gísladóttir : Ragnheiður
- Sigurður Skúlason : Haraldur
- Elva Ósk Ólafsdóttir : Áslaug
- Nína Dögg Filippusdóttir : María
- Herdàs Þorvaldsdóttir : Kata
- Theodór Júlíusson : Bóbó
- Hjalti Rögnvaldsson : Bensó
- Ellert Ingimundarson : Hannes
- Erlingur Gàslason : Mangi Bö
- Þröstur Leó Gunnarsson : Kalli Bumba
- Kristjana Samper : Sunna
- Ármann Hjörleifsson : Ágúst jeune
- Annetta Rut Kristjánsdóttir : la fille de Haraldur

## Accueil
Le film a reçu un accueil moyen de la critique. Il obtient un score moyen de 52 % sur Metacritic.